# Karen Elkin
Karen Elkin, née à Montréal au Québec, est une actrice canadienne.

## Biographie
Karen Elkin fait ses débuts à l’âge de huit ans dans une publicité réalisée par Yves Simoneau. À onze ans, elle obtient le rôle principal dans le film The Great Land of Small, une production de Rock Demers. Suivront un rôle dans Les Tisserands du pouvoir de Claude Fournier ainsi que plusieurs apparitions dans des téléromans à Radio-Canada, TVA et TV Ontario.
Après une trêve de quelques années pendant lesquelles elle vit à Londres et fait des études au Lee Strasberg Theatre and Film Institute de New York, elle revient au métier et participe à plusieurs productions américaines tournées à Montréal et réalisées notamment par Ridley et Tony Scott, Patricia Rozema, Podz et Érik Canuel.
De retour au petit écran québécois, elle joue dans Rumeurs, Les Bougon, et Minuit, le soir, tous diffusés sur l'antenne de Ici Radio-Canada Télé. Elle obtient également un rôle régulier dans François en série à Séries+.
Au cinéma, elle joue dans le long métrage Horloge biologique de Ricardo Trogi, L'Âge des ténèbres de Denys Arcand et Still Life de Jeffrey Blatt. Dans une coproduction avec la France, elle donne la réplique à Garou dans le téléfilm L'Amour aller-retour, diffusé sur TF1. Elle participe à plusieurs courts-métrages, dont Dix minutes de Richard Lacombe, Shopping Extrême de Pascale Marcotte et Screen Test de Mathieu Grondin, un court-métrage qu’elle a coscénarisé avec Mathieu Grondin et qui a obtenu la mention spéciale du Meilleur court-métrage aux Rendez-vous du cinéma québécois 2007.
Karen est une des fondatrices de la webtélé Mablonde.tv. Elle participe au scénario et à la production. Elle est aussi l’actrice principale.
En 2014 à Ici Radio-Canada Télé, on peut voir Karen sous les traits de la journaliste Anne-Sophie Laverdière dans Série noire. Dans la quotidienne 30 vies, elle défend le personnage de Lucie Rainville pour lequel elle obtient une nomination aux prix Gémeaux 2015.
En 2016, elle fait son apparition dans la série Unité 9 diffusée à Ici Radio-Canada Télé dans le rôle d'une moine bouddhiste (Monlam) remplaçant l'agent de pastoral de la prison de Lietteville.
En 2018, elle incarne la Sergente détective Valdez dans l'excellente série Fugueuse sur les ondes de TVA.
En 2019, elle prête ses traits au personnage de Marie de l'Incarnation dans un film de Denis Boivin "Le sang du Pélican" portant sur l'histoire de cette Ursuline notamment. (sortie prévue en 2021)
En 2019, elle se joint à l'équipe de la comédie "Les Newbies" en personnifiant Valérie Babineau, une animatrice de talk show.  

## Filmographie
- 1987 : C'est pas parce qu'on est petit qu'on peut pas être grand! (The Great Land of Small) : Jenny
- 1988 : Les Tisserands du pouvoir : Fillette St-Jean-Baptiste
- 1989 : Le Grand Remous (série télévisée)
- 1992 : Fais-moi peur ! (Are You Afraid of the Dark?) (série télévisée) : Julie Dufaux
- 1995-1996 : Chambres en ville (série télévisée) : Viviane Clamens (7 épisodes)
- 1996 : Sci-Fighters (en) : Zombie Woman
- 1996 : Le Retour (série télévisée) : Elisabeth Gagné
- 1997-1999 : Les Prédateurs (The Hunger) (série télévisée anthologique) : trois rôles
- 1997 : Twist of Fate : Wendy Jorgenson
- 1998 : The Second Arrival (Arrival II (en)) : Electronics Store Clerk
- 1999 : Matthew Blackheart: Monster Smasher (TV Pilot) : Nancy
- 2000 : XChange : Barmaid
- 2001 : Largo Winch (série télévisée) : Janine Taylor
- 2002 : Rumeurs (série télévisée) : Emily Lewis
- 2003 : Les Bougon (série télévisée) : Annie
- 2005 : Minuit, le soir (série télévisée) : Iris
- 2005 : Shopping Extreme : The woman
- 2005 : Horloge biologique : Claudine
- 2006-2007 : François en série - 12 épisodes (série télévisée) : Contrôle en elle
- 2007 : ScreenTest : Karen Elkin
- 2007 : L'Âge des ténèbres : Furie
- 2008 : Still Life : TV Announcer
- 2008 : L'amour aller-retour (TV) : Sam
- 2009 : Mablonde.tv : Jennifer
- 2010 : The Girl in the White Coat (en) : The Girl in the White Coat
- 2011 : Enquête romantique : Émilie
- 2014 : Série noire (TV) : Anne-Sophie Laverdière
- 2014 : 30 vies (TV) : Lucie Rainville
- 2016 : Unité 9 (TV) : Monlam
- 2018 : Fugueuse (TV) : Sergente Détective Valdez
- 2019: Le Sang du Pélican (film): Marie de l'Incarnation
- 2019: Les Newbies (TV): Valérie Babineau

## Récompenses et nominations
Nomination Prix Gémeaux 2015, actrice de soutien, série 30 vies

### Récompenses
Karen est récipiendaire du prix de la Meilleure Interprétation/Best Actress Award pour le court-métrage/in the Short Film Screentest à la remise des prix PCC, un jury composé notamment de Marc Cassivi de La Presse, Odile Tremblay du Devoir, Armand Lafond de Remstar, les cinéastes Denis Villeneuve, Jean-François Asselin et Mariloup Wolfe.